# Alaena amazoula
Alaena amazoula är en fjärilsart som beskrevs av Jean Baptiste Boisduval 1847. Alaena amazoula ingår i släktet Alaena och familjen juvelvingar. Inga underarter finns listade i Catalogue of Life.